# 尼什夫齊
48°36′5″N 27°32′22″E / 48.60139°N 27.53944°E
尼什夫齊（烏克蘭語：Нишівці），是烏克蘭的村落，位於該國西南部文尼察州，由莫希利夫-波季利斯基區負責管轄，始建於1920年，面積2.06平方公里，海拔高度164米，2001年人口473，人口密度每平方公里229.28人。